# Benztiazide
La benztiazide o benzotiazide è una molecola simile alla clorotiazide sintetizzata negli anni '60 ed utilizzata come diuretico in diversi stati edematosi.

## Farmacodinamica
Benztiazide appartiene alla classe dei diuretici tiazidici. La molecola riduce il volume del sangue agendo sui reni riducendo il riassorbimento di sodio nel tubulo contorto distale. Benztiazide inibisce il cotrasportatore (simporto) Na+-Cl-, normalmente espresso sulla superficie apicale delle cellule che formano il tubulo contorto distale del nefrone.
L'inibizione del cotrasportatore come detto aumenta l'escrezione di sodio e cloro, così come quella di potassio e magnesio.
L'effetto diuretico comincia a manifestarsi entro due ore dalla somministrazione e perdura per circa 12 ore.
Studi sperimentali suggeriscono che 100 mg di benztiazide equivalgono approssimativamente a 1000 mg di clorotiazide: con benztiazide la perdita urinaria di cloro eccede quella di sodio, mentre non sembra esservi una aumentata escrezione di bicarbonati.

## Tossicologia
La DL50 nel topo e nel ratto è superiore, rispettivamente, a 5000 e 10.000 mg/kg per via orale e 410 e 422 mg/kg per via endovenosa.

## Usi clinici
Il farmaco è indicato nella terapia dell'edema di varia origine, ma in particolare nei pazienti con insufficienza cardiaca, ascite secondaria a cirrosi epatica, e diabete insipido renale, oltre che nel controllo dell'ipertensione arteriosa, sia da sola che in associazione ad altri antiipertensivi o diuretici.

## Effetti collaterali
Nei pazienti in trattamento si possono verificare disturbi gastrointestinali: anoressia, dispepsia, nausea, vomito, irritazione gastrica, diarrea e stipsi, dolore addominale e crampi intestinali. In alcuni pazienti sono stati segnalati ittero, pancreatite.

Comuni anche altri disturbi come astenia, cefalea, vertigini, parestesie, stato di agitazione.
Sono stati anche segnalati disordini ematologici: anemia aplastica, trombocitopenia, agranulocitosi, leucopenia.
È possibile che si verifichino disturbi da ipersensibilità: orticaria, esantema cutaneo, fotosensibilità così come vasculite necrotizzante, porpora, ipotensione ortostatica, iperglicemia, glicosuria, iperuricemia, e spasmi muscolari.
Nei pazienti sottoposti a trattamenti prolungati può essere registrata ipopotassiemia che si può risolvere ricorrendo ad una somministrazione supplementare di sali di potassio.

## Controindicazioni
Il farmaco è controindicato nei soggetti con ipersensibilità nota verso il principio attivo, i sulfamidici o gli eccipienti contenuti nella formulazione farmaceutica. È inoltre controindicato in caso di anuria.

## Dosi terapeutiche
Nel trattamento dell'edema la dose orale iniziale è di 50–200 mg/die. La dose di mantenimento è in genere compresa tra 25 e 150 mg al giorno. Come antiipertensivo viene somministrata, in fase iniziale di trattamento alla dose di 25–50 mg, due volte al giorno. Successivamente il dosaggio viene gradualmente aggiustato sulla base della risposta terapeutica fino a raggiungere la dose di mantenimento. Il dosaggio massimo è pari a 50 mg tre volte al giorno.
Nei bambini la dose giornaliera da somministrare è di 1–4 mg/kg peso corporeo, suddivisa in tre somministrazioni.

## Sovradosaggio
I sintomi di sovradosaggio comprendono uno squilibrio elettrolitico e segni di deficit di potassio come confusione, vertigini, debolezza muscolare e disturbi gastrointestinali.
Nel trattamento del sovradosaggio è indicata la somministrazione di fluidi ed elettroliti.

## Avvertenze
Il diabete mellito può diventare manifesto durante la somministrazione di tiazidici. 
In certi pazienti si possono sviluppare anche iperuricemia e gotta. 
La benztiazide deve essere usata con cautela in pazienti con grave insufficienza renale, nei quali i tiazidici possono indurre iperazotemia.